# Cent ans après ou l'An 2000
Cent ans après ou l'An 2000 (titre original en anglais : Looking Backward 2000-1887) est un roman de l'écrivain américain Edward Bellamy écrit en 1887 et paru en janvier 1888 à Boston chez l'éditeur Ticknor. L'ouvrage est traduit en français pour la première fois en 1891 aux éditions E. Dentu, préfacé par Théodore Reinach.

## Résumé
Julian West, un jeune Bostonien aisé, né en 1857 et contemporain de l'auteur, se trouve mystérieusement projeté en l'an 2000, passant d'un monde d'injustices et de pauvreté noire à une société où règnent l'harmonie, la justice et la prospérité. Sous l'aimable férule du Dr Leete, de sa femme et de sa fille Édith, il découvre ce nouveau monde, ne manquant pas de faire de tristes comparaisons avec son époque d'origine. Dans cette nouvelle société, le problème ouvrier a disparu quand la nation a rendu obligatoire le travail — réparti équitablement — de 21 à 45 ans, avec pour unique employeur l'État : ainsi est constituée « l'armée industrielle ». Chaque citoyen voit son temps de travail aménagé selon la pénibilité de sa tâche, librement choisie (excepté lors des premières années).
Tout le monde — hommes et femmes, invalides compris — a le même revenu. Les écarts de richesse sont donc faibles et le luxe individuel s'est effacé au profit de l’opulence collective : grands restaurants, salles de spectacles, théâtres majestueux et concerts diffusés par téléphone sont à disposition de tous les citoyens, pour une somme modique. Chaque personne détient une « carte de crédit » (papier) d'approvisionnement, la monnaie fiduciaire n'ayant plus cours. L'État approvisionne les citoyens à partir de magasins nationaux, et fixe les besoins de production en fonction de la demande.

## Analyse
Dans Looking Backward, rédigé à la fin du XIXe siècle, l'écrivain Edward Bellamy trace les contours d'une société utopique des années 2000 qui rompt avec le capitalisme et l'individualisme pour y substituer tout à la fois la méritocratie (au travers d'un système de grades hiérarchiques) et l'égalité (même revenu pour tous et toutes). La société décrite s'avère finalement très éloignée des sociétés modernes.
Bellamy entend rendre indépendantes les femmes de leur époux (ou de leur père) en les dotant du même revenu que les hommes – idée très progressiste à l'époque. Il promeut également une rationalisation des tâches ménagères pour ces dernières. Pour autant, l'écrivain décrit deux armées industrielles séparées, une pour chaque sexe – de même pour la hiérarchie. L'armée industrielle féminine se caractérise par des règles dédiées, des horaires de travail réduits, des congés plus fréquents, etc. Toutes ces différences sont dues, selon l'auteur, au constat que « les femmes [sont] plus faibles physiquement que les hommes et plus mal organisées pour certains genres d’industries ».

## Influence
Looking Backward remporte un important succès dès sa parution. Dans les années qui suivent, de nombreuses autres utopies y répondent, y font référence ou s'en inspirent,. En 1890, l'écrivain britannique William Morris rédige la plus connue d'entre elles, News from Nowhere, qui se veut une réponse et une critique du roman de Bellamy, dont l'autoritarisme est notamment dénoncé.
Peu après la parution de Looking Backward, de nombreux clubs sont créés, reprenant et développant les idées de l'auteur : ce sont les Clubs nationalistes, où le mot « nationaliste » désigne en fait la nationalisation de la production (et non le nationalisme). Dans les années 1930, le mouvement technocratique, aux États-Unis, s'inspire notamment de l’œuvre de Bellamy et, aux Pays-Bas, un parti politique reprenant ses idées est créé : le Nederlandse Bellamy Partij.